# Летние товарищи
«Ле́тние това́рищи» (англ. The Comrades of Summer) — американский телефильм 1992 года.

## Сюжет
Спарки Смит, тренер американской команды по бейсболу «Сиэтл Маринерс» приезжает в постперестроечную Россию с целью собрать и сделать профессиональную команду из людей, которые никогда толком в бейсбол не играли. Наладить контакт с игроками и понять, что такое Россия, американскому тренеру помогает молодая русская девушка Таня Белова, с которой у Спарки завязывается роман.

## В ролях
- Джо Мантенья — Спарки Смит
- Наталья Негода — Таня Белова
- Майкл Лернер — Джордж
- Эрик Аллан Крамер — Борис Бруевич (на майке подписан как «Крутов»)
- Maрк Ролстон — Владимир Воронов
- Джон Флек — Милар Милов
- Митчелл Дэвис — Игорь Онегин
- Тони Дакворт — Леонид Кутузов
- Грант Форстер — Василий Величкин
- Джон Гилберт — Дмитрий Буларов (в титрах Доболов)
- Кен Кирзингер — Иван Старковский
- Ким Кондрашов — Никита
- Ян Трейси — Андрей Гончаров
- Дэвид Ловгрен — Саша

## Факты
Съемки проходили на стадионе Бэйли в Ванкувере (Британская Колумбия, Канада) и в Москве (Россия).